# 2020年11月印度-巴基斯坦邊境衝突
2020年11月印度-巴基斯坦邊境衝突發生於2020年11月13日，地點位在克什米爾地區的印巴停火線，印度陸軍和巴基斯坦陸軍互相跨境炮擊對方。此次的衝突已知造成至少22人死亡，印度方面聲稱有16人死亡，其中包括10名軍事人員及6位平民，另有8人受伤。而巴基斯坦則表示有1名士兵與5名平民喪生，12名平民和5名士兵受伤。
11月22日，巴基斯坦指責印度在印巴克什米爾控制线无故违反停火协议，砲擊当时正在举办婚礼的平民，造成11名平民受伤。